# دودا (مستشرق)
دودا (بالألمانية: Herbert W. Duda)‏ Herbert Wilhelm Duda (1900 - 1975 م) هو مستشرق نمسوي تخصص في الدراسات التركية.

## آثاره
من آثاره:
- «دراسات تركية بلقانية»
- «تاريخ السلاجقة لابن بيبي» ، وهي ترجمة إلى الألمانية لكتاب ابن بيبي في تاريخ سلاجقة الروم.
- «من الخلافة إلى الجمهورية» ، وفيه يعرض تطور التاريخ العثماني إلى تركيا الحديثة.[1]